# Aracruz
Aracruz é um município brasileiro no litoral do estado do Espírito Santo, região Sudeste do país. Localiza-se na região central do estado, e ocupa uma área de 1 420 285 km², sendo que 29 km² estão em perímetro urbano. Sua população foi estimada em 104 942 habitantes em 2021, posicionando-se então como o décimo município mais populoso do Espírito Santo.

## Geografia

### Clima
Segundo dados do Instituto Nacional de Meteorologia (INMET), referentes ao período de 1990 a 1997, a menor temperatura registrada em Aracruz foi de 12,1 °C em 12 de maio de 1990, e a maior atingiu 38,3 °C em 17 de novembro de 1993 e 16 de fevereiro de 1995. Entre 1981 e 1997, o maior acumulado de precipitação em 24 horas foi de 187 milímetros (mm) em 4 de novembro de 1983. Outros grandes acumulados iguais ou superiores a 100 mm foram 126,1 mm em 1° de janeiro de 1981, 121,3 mm em 8 de dezembro de 1983, 109 mm em 3 de abril de 1988, 108 mm em 22 de novembro de 1996, 105,8 mm em 15 de março de 1995, 104,7 mm em 17 de dezembro de 1992 e 100,6 mm em 11 de janeiro de 1988. Novembro de 1996, com 488 mm, foi o mês de maior precipitação.
| Dados climatológicos para Aracruz | Dados climatológicos para Aracruz | Dados climatológicos para Aracruz | Dados climatológicos para Aracruz | Dados climatológicos para Aracruz | Dados climatológicos para Aracruz | Dados climatológicos para Aracruz | Dados climatológicos para Aracruz | Dados climatológicos para Aracruz | Dados climatológicos para Aracruz | Dados climatológicos para Aracruz | Dados climatológicos para Aracruz | Dados climatológicos para Aracruz | Dados climatológicos para Aracruz |
| Mês | Jan                               | Fev                               | Mar                               | Abr                               | Mai                               | Jun                               | Jul                               | Ago                               | Set                               | Out                               | Nov                               | Dez                               | Ano                               |
| --- | --------------------------------- | --------------------------------- | --------------------------------- | --------------------------------- | --------------------------------- | --------------------------------- | --------------------------------- | --------------------------------- | --------------------------------- | --------------------------------- | --------------------------------- | --------------------------------- | --------------------------------- |
| Temperatura máxima recorde (°C) | 38                                | 38,3                              | 38                                | 36,4                              | 35                                | 32,6                              | 34,7                              | 32,8                              | 34,8                              | 36                                | 36                                | 38,3                              | 38,3                              |
| Temperatura mínima recorde (°C) | 16,9                              | 19                                | 18,6                              | 16,7                              | 12,1                              | 12,9                              | 12,7                              | 13,3                              | 14,2                              | 15,5                              | 16,5                              | 16,1                              | 12,1                              |
| Precipitação (mm) | 167,2                             | 76,3                              | 163,7                             | 104,4                             | 58,4                              | 38,9                              | 58,7                              | 51,7                              | 79,1                              | 111,3                             | 246,3                             | 219,9                             | 1 375,5                           |
| Dias com precipitação (≥ 1 mm) | 12                                | 10                                | 13                                | -                                 | 8                                 | 6                                 | 7                                 | 6                                 | 7                                 | 11                                | 12                                | 15                                | -                                 |
| Insolação (h) | 209,4                             | 203,3                             | 199,4                             | 178,9                             | 189,1                             | 178,8                             | 179                               | 173,6                             | 137,5                             | 147,5                             | 158,2                             | 174,1                             | 2 128,8                           |
| Fonte: Instituto Nacional de Meteorologia (INMET) (normal climatológica de 1981-2010; recordes de temperatura: 01/01/1981 a 30/06/1997) |                                   |                                   |                                   |                                   |                                   |                                   |                                   |                                   |                                   |                                   |                                   |                                   |                                   |

## Demografia
De acordo com a estimativa populacional do Instituto Brasileiro de Geografia e Estatística (IBGE) para 2016, Aracruz tem 96 746 habitantes, ocupando o posto de 10º município mais populoso do estado.
Evolução demográfica de Aracruz de 1872 a 2009

## Subdivisões
| Distrito   | População |
| ---------- | --------- |
| Aracruz    |           |
| Guaraná    | 4 500     |
| Jacupemba  | 5 000     |
| Riacho     | 4 600     |
| Santa Cruz | 12 300    |